# 双球菌

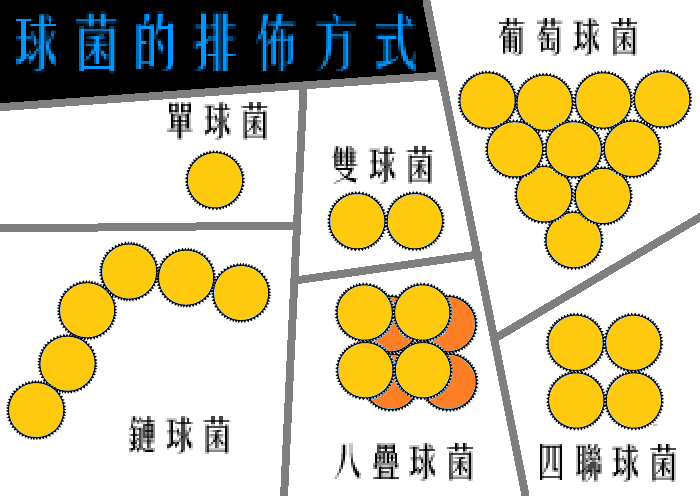
球菌排列方式

双球菌（拉丁語：diplococcus，复数）是球菌的一类，其细胞沿一平面分裂，而子细胞成双排列。代表种类有脑膜炎双球菌（Neisseria meningitidis）、淋球菌（Neisseria gonorrhoeae）等。